# Jan Janů
Jan Janů, né le 5 novembre 1993 à Nové Město na Moravě, est un coureur de fond tchèque spécialisé en course en montagne et en 3 000 mètres steeple. Il a terminé troisième de la Coupe du monde de course en montagne 2016 et est quintuple champion de Tchéquie de course en montagne.

## Biographie
Grandissant dans la ferme de ses parents, Jan développe sa condition physique au quotidien sans pratiquer de sport. Il est remarqué par l'entraîneuse Vlasta Holubová lorsqu'il réalise de bons résultats en course à pied lors de compétitions scolaires. Avec elle, Jan s'engage ensuite sérieusement dans la course de fond et s'oriente spécifiquement vers la course en montagne. Ayant acquis un bon niveau, il passe sous la tutelle de Miroslav Wastl qui lui impose de courir sur piste pour améliorer sa vitesse. Peu intéressé par la piste et préférant les disciplines nature comme le cross-country et la course en montagne, il trouve dans le 3 000 mètres steeple un bon compromis,,.
Il démontre ses bonnes prédispositions pour la course en montagne en remportant le titre de champion junior de République tchèque 2012 à Dolní Morava. L'année suivante, il confirme en remportant son premier titre senior à Janské Lázně.
Jan connaît une bonne saison 2016. Le 12 juin, il prend le départ de la montée du Grand Ballon. Alors que l'Érythréen Petro Mamu s'envole en tête, Jan s'accroche dans le groupe de poursuivants et parvient à battre ses adversaires pour décrocher la deuxième place. Une semaine plus tard, il parvient à décrocher la troisième marche du podium à Neirivue-Moléson derrière Petro Mamu et Robbie Simpson malgré les conditions météorologiques glaciales. Le 2 juillet, il prend part aux championnats d'Europe de course en montagne à Arco. Parti dans le groupe de tête, Jan s'accroche et décroche la sixième place. Avec Robert Krupička dixième et Ondřej Fejfar treizième, il remport la médaille d'argent au classement par équipes. Le 6 août, il remporte son quatrième titre d'affilée de champion de Tchéquie de course en montagne. Grâce à son podium au Grand Ballon en début de saison, Jan obtient la troisième place de la Coupe du monde de course en montagne.
Le 10 juin 2017, il fait étalage de son talent sur 3 000 mètres steeple lors des championnats de Tchéquie d'athlétisme à Třinec. Effectuant une excellente course, il pointe en tête mais trébuche lors du dernier obstacle et perd le titre au profit de Jáchym Kovář. Il se contente de la médaille d'argent en ayant tout de même réalisé son record personnel sur la distance en 9 min 0 s 37.
Après avoir été battu par Robert Krupička lors d'une de ses rares apparitions sur la scène nationale en 2017, puis par son cadet de quatre ans Marek Chrascina en 2018, Jan prend sa revanche sur ce dernier lors des championnats de Tchéquie de course en montagne 2019. À l'issue d'un duel serré, Jan parvient à s'imposer avec quatorze secondes d'avance pour remporter son cinquième titre national. Le 15 novembre, il prend le départ des championnats du monde de course en montagne à Villa La Angostura. Aux côtés de son compatriote Marek Chrascina, il effectue la course dans le groupe de poursuivants. Le petit peloton arrive toujours groupé vers l'arrivée et la troisième marche du podium se joue au sprint. Jan échoue au pied du podium pour trois secondes derrière Marek. Les deux hommes montent cependant sur la première marche du podium au classement par équipes avec Jáchym Kovář dixième,.

## Palmarès
| no  | masculin           | Course                                                   | Longueur | Départ           | Temps          |
| --- | ------------------ | -------------------------------------------------------- | -------- | ---------------- | -------------- |
| 1re | Médaille d'or      | Championnats de République tchèque de course en montagne | 8,6 km   | 31 août 2013     | 38 min 37 s    |
| 1re | Médaille d'or      | Championnats de République tchèque de course en montagne | 9,5 km   | 9 août 2014      | 44 min 39 s    |
| 1re | Médaille d'or      | Championnats de République tchèque de course en montagne | 13 km    | 15 août 2015     | 58 min 46 s    |
| 2e  | Médaille d'argent  | Montée du Grand Ballon                                   | 13,2 km  | 12 juin 2016     | 1 h 1 min 12 s |
| 3e  | Médaille de bronze | Neirivue-Moléson                                         | 10,6 km  | 17 juin 2016     | 1 h 3 min 3 s  |
| 6e  | 6e                 | Championnats d'Europe de course en montagne              | 12,3 km  | 2 juillet 2016   | 54 min 42 s    |
| 1re | Médaille d'or      | Championnats de Tchéquie de course en montagne           | 11,5 km  | 6 août 2016      | 53 min 7 s     |
| 2e  | Médaille d'argent  | Neirivue-Moléson                                         | 10,6 km  | 18 juin 2017     | 1 h 1 min 2 s  |
| 1re | Médaille d'or      | Championnats de Tchéquie de course en montagne           | 11,4 km  | 25 mai 2019      | 50 min 52 s    |
| 4e  | 4e                 | Championnats du monde de course en montagne              | 14,7 km  | 15 novembre 2019 | 1 h 6 min 0 s  |

## Records
| Épreuve              | Épreuve              | Performance    | Date              | Lieu            |
| -------------------- | -------------------- | -------------- | ----------------- | --------------- |
| 3 000 mètres         | Plein air            | 8 min 39 s 96  | 10 juin 2015      | Ústí nad Orlicí |
| 3 000 mètres         | En salle             | 8 min 35 s 33  | 16 février 2013   | Prague          |
| 5 000 mètres         | 5 000 mètres         | 14 min 54 s 49 | 25 août 2013      | Pardubice       |
| 10 000 mètres        | 10 000 mètres        | 30 min 59 s 67 | 3 mai 2014        | Jičín           |
| 3 000 mètres steeple | 3 000 mètres steeple | 9 min 0 s 39   | 10 juin 2017      | Třinec          |
| 10 kilomètres        | 10 kilomètres        | 32 min 8 s     | 29 septembre 2013 | Prague          |
| Semi-marathon        | Semi-marathon        | 1 h 7 min 54 s | 1er avril 2017    | Prague          |